# Chemins de fer départementaux de la Mayenne
Les chemins de fer départementaux de la Mayenne étaient un réseau de chemin de fer secondaire à voie métrique créé par le département de la Mayenne sous le régime de la loi du 11 juin 1880, et qui fonctionna entre 1900 et 1947.

## Histoire
Le réseau est déclaré d'utilité publique par une loi du 20 décembre 1896, et la concession fut accordée par le Conseil général à Messieurs François Baërt et Beldant (Paul et Edmond) auxquels se substitue, le 24 février 1900, la Compagnie des chemins de fer départementaux de la Mayenne (ancêtre du Groupe Verney).

## Infrastructure

### Les lignes
Ce réseau d'une longueur de 146 km comportait les lignes suivantes:
- Laval - Saint-Jean-sur-Erve, (31 km), ouverte en 1900
- Laval - Landivy (67,4 km)
- Landivy - Mayenne via Gorron (47,5 km), ouverte en 1901, à l'exception d'une section d'un kilomètre entre les gares de Mayenne-Sainte-Baudelle et de Mayenne-Ouest, qui n'a été ouverte que le 1er avril 1903[5].

Le centre du réseau était situé à Laval où se dressait une gare imposante,.

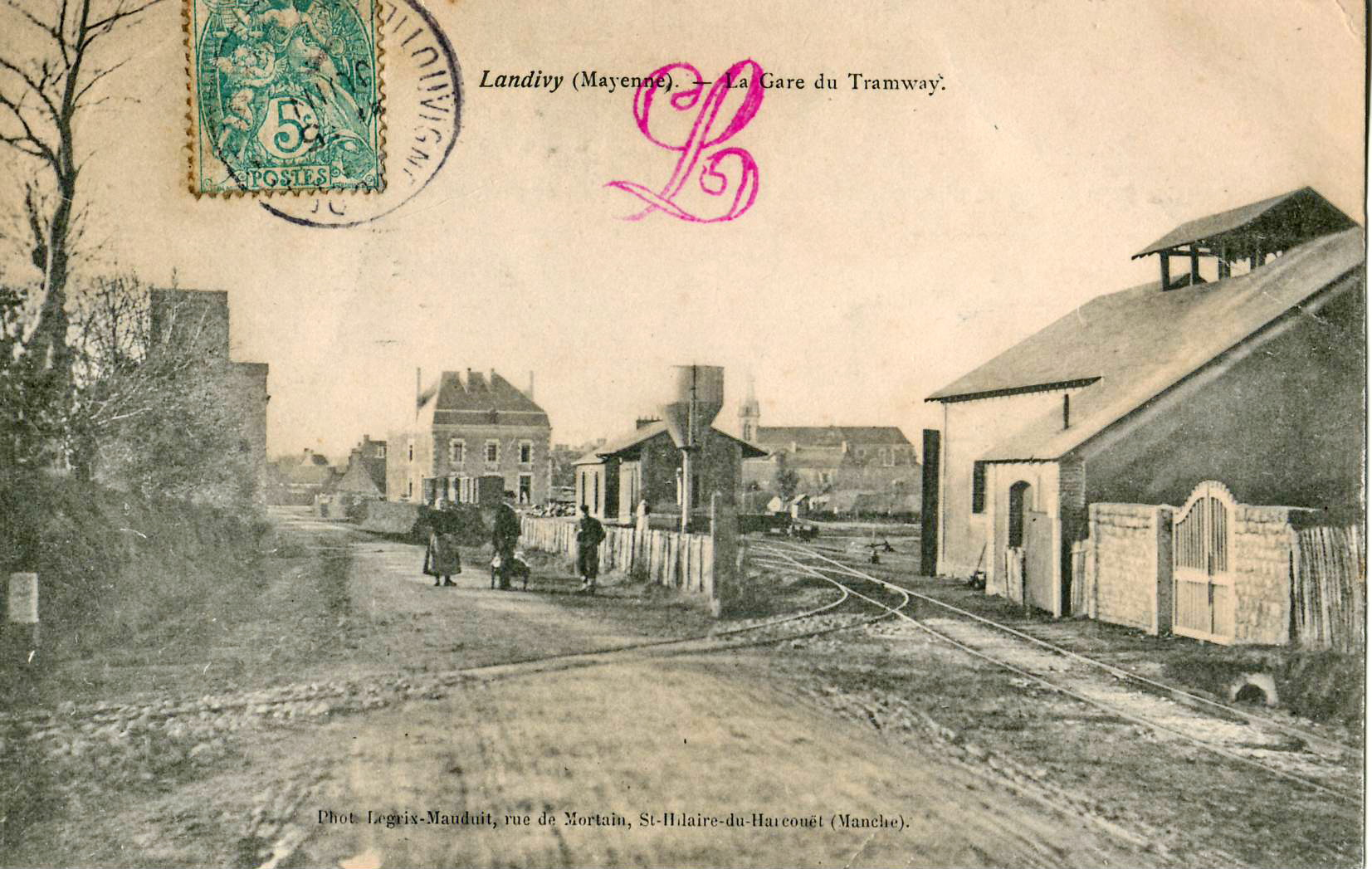
La gare de Landivy

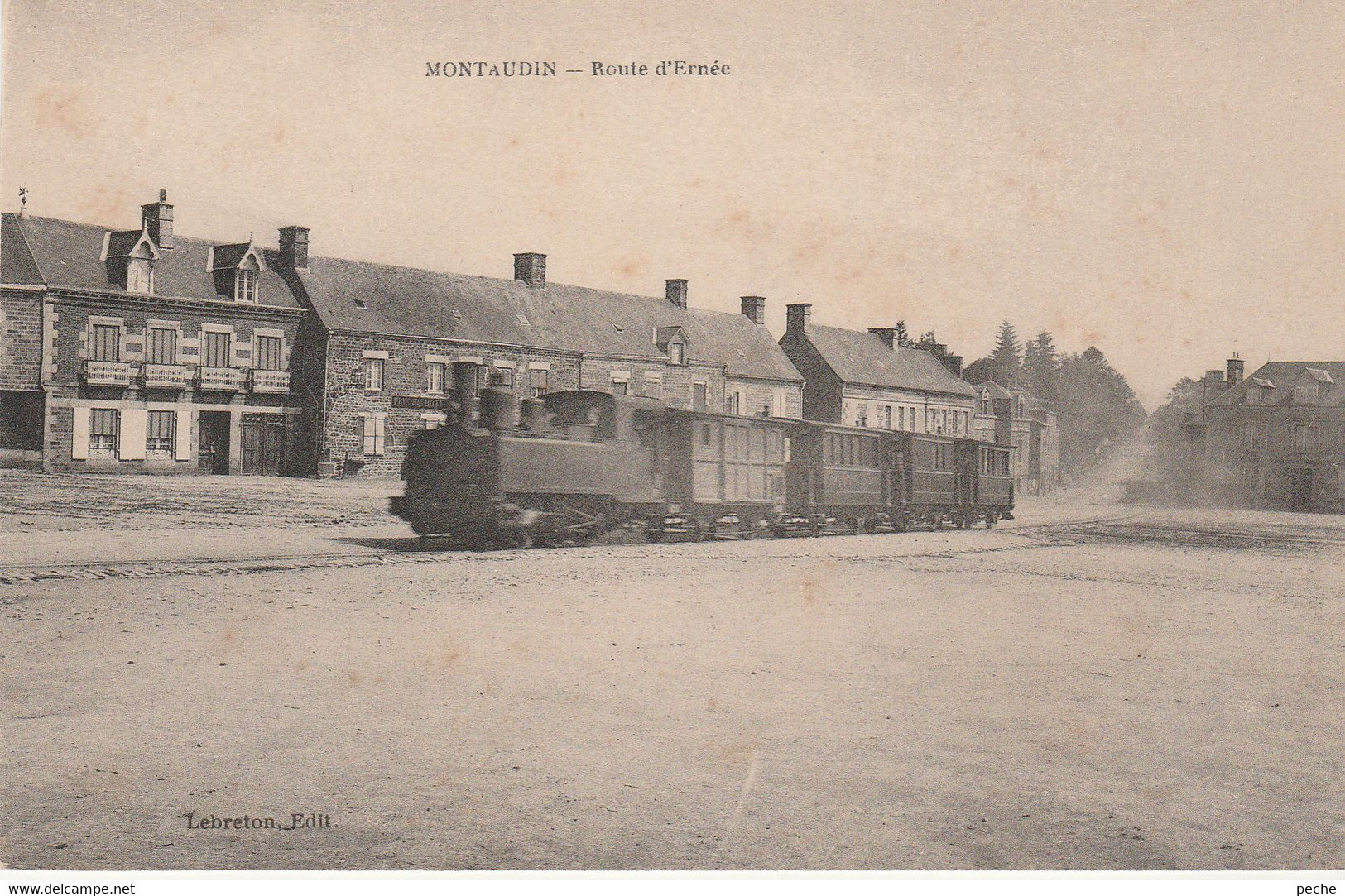
Un train à Montaudin.

### Connexions
Les lignes sont reliées:
- au réseau des Tramways de la Sarthe, (ligne de Saint-Denis-d'Orques -  Saint-Jean-sur-Erve)[8],[4],
- au réseau des chemins de fer de la Manche (ligne de Landivy à Saint-Hilaire-du-Harcouët)
- au réseau d'intérêt général de la Compagnie des chemins de fer de l'Ouest,  à Laval, Ernée et Mayenne : lignes Mayenne à Fougères, Alençon-Mayenne et Laval - Caen

### Ouvrages d'art

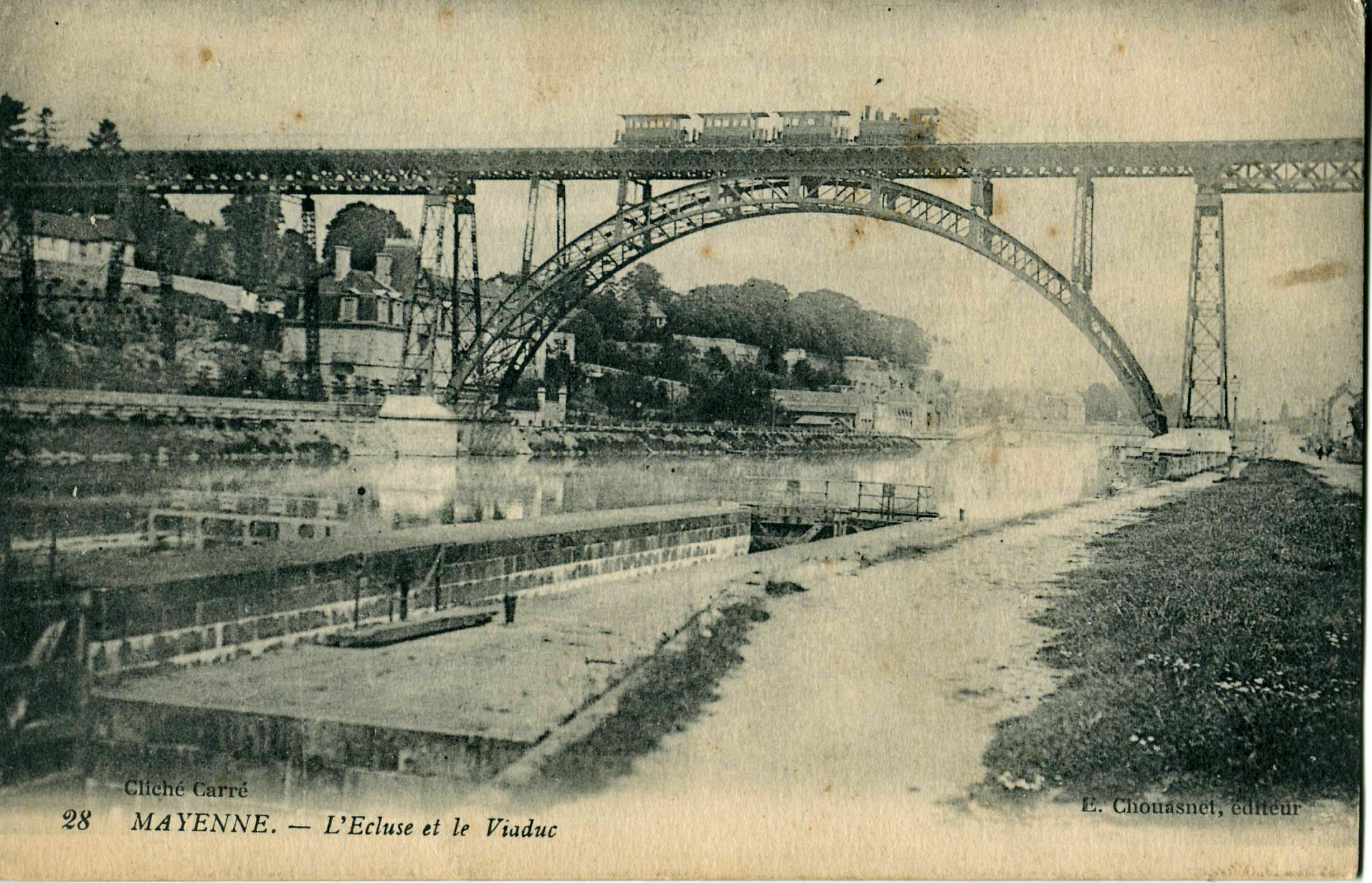
Un train sur le Pont de Mayenne à Mayenne, construit sur les plans de Gustave Eiffel.
Détruit par l'armée allemande dans la nuit du 4 au 5 août 1944, son emplacement est utilisé par un pont routier en 1970

L'ouvrage d'art principal est le pont de Mayenne qui franchit la Mayenne sur la ligne de Mayenne à Landivy. Construit en 1901 par la société parisienne de construction métallique Moisant, Laurent, Savey et compagnie, il mesure 216 mètres de long et comprend une arche de 54 mètres. Il surplombe la Mayenne à une hauteur de 20 mètres. Il est détruit dans les combats de la libération de la ville de Mayenne en juin 1944.

## Exploitation

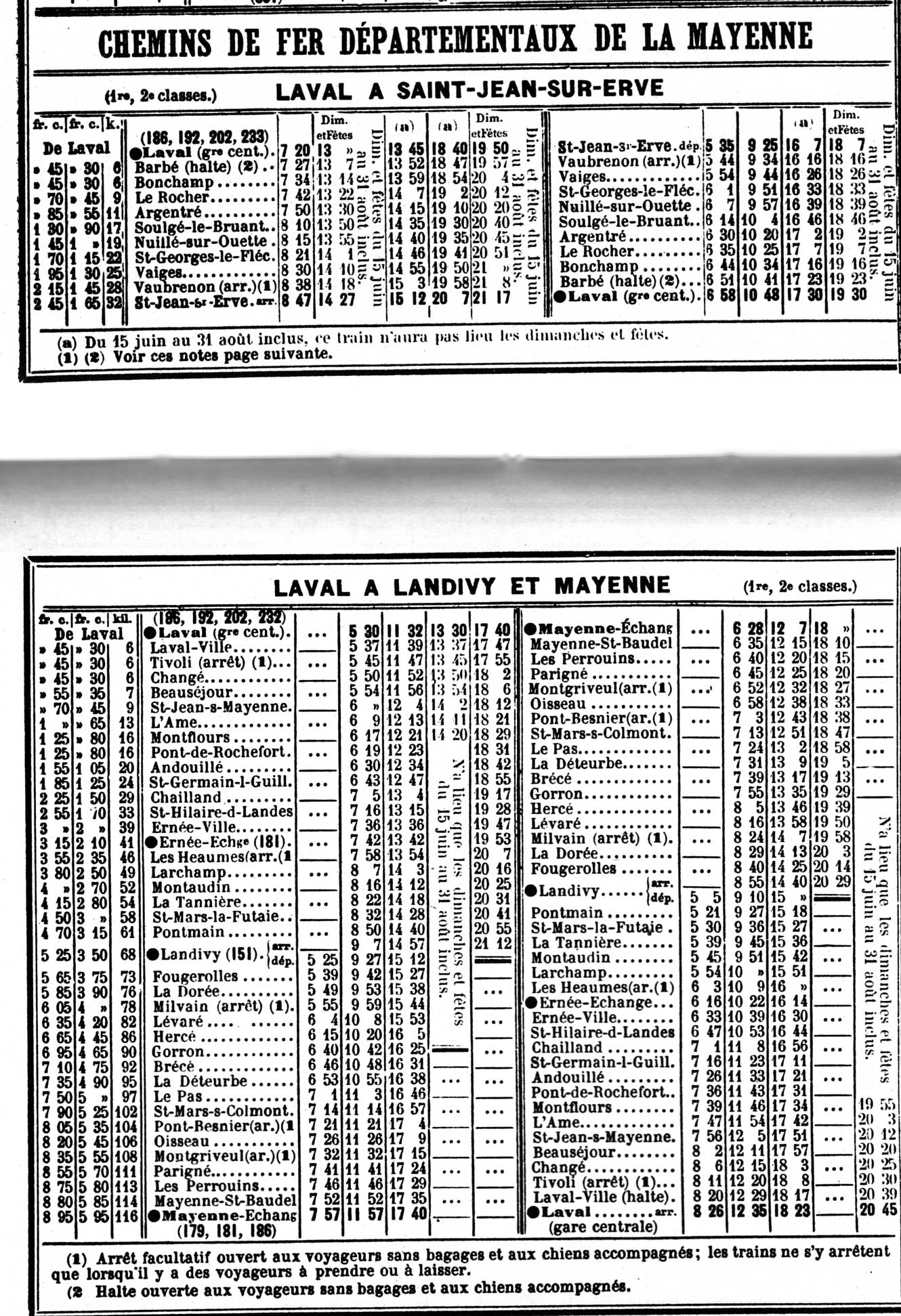
Horaires de mai 1914

Les deux lignes étaient desservies, avant la Première Guerre mondiale, par trois trains par jour dans chaque sens.
Il fallait alors une heure et 27 minutes pour parcourir les 32 km de la ligne de Saint-Jean-sur-Erve, et six heures et demie pour les 116 km de la ligne de Mayenne.

### Matériel roulant
Matériel livré à l'origine
Locomotives
- no 1 à 12, type  030t Corpet-Louvet, 1900,  (N°construction 757 à 768), poids à vide 16 tonnes.

Voitures à deux essieux et plateformes extrêmes ouvertes
- 46 unités

Fourgons à bagages
- 12 unités

Wagons de marchandises
- 92 wagons couverts, tombereaux et plats

### Fin de l'exploitation
À partir du 8 novembre 1934, la ligne de Laval à Saint-Jean-sur-Erve fut exploitée en camions et en autobus. En 1935, seuls 25 trains spéciaux circulèrent sur cette ligne et lors de la séance du 5 novembre 1935, le conseil général vota la déclassement de la ligne de Laval à Saint-Jean-sur-Erve.
Lors de la séance du 11 mai 1938, le conseil général vota le déclassement des lignes de Laval à Landivy et de Landivy à Gorron.
Le viaduc situé sur la section de Mayenne - Sainte-Baudelle à Mayenne-Echange fut bombardé en 1944. La section de Gorron à Mayenne - Saint-Baudelle en 1947. 

## Vestiges et matériels préservés

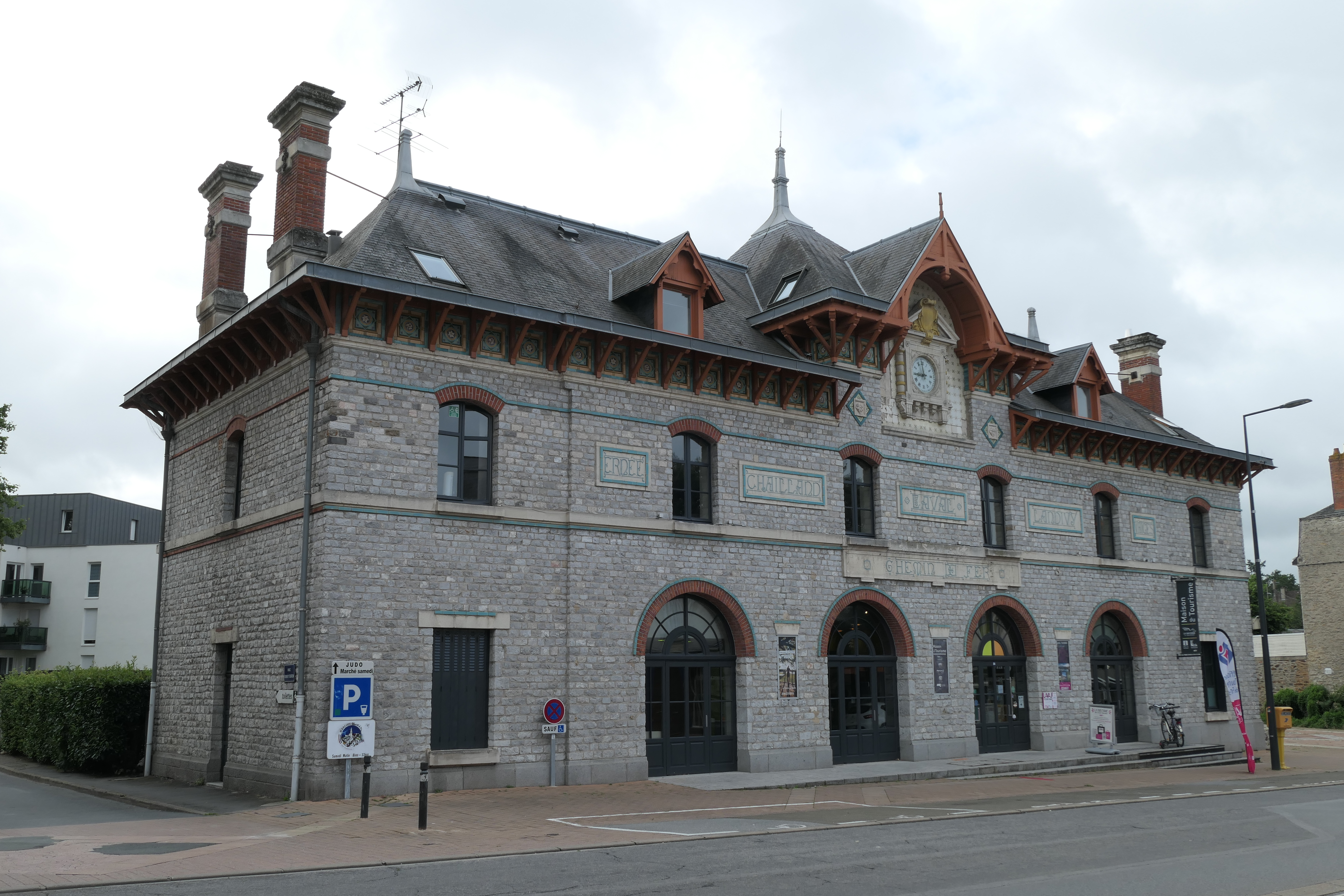
La gare de Laval devenue l'office du tourisme.

La gare de Laval existe toujours et a été reconvertie en maison départementale du tourisme.
Sur la ligne de Mayenne à Landivy, les gares suivantes existent toujours : Brecé, Hercé, Lévaré et La Dorée.
Sur la ligne de Laval à Landivy, les gares suivantes existent toujours : Laval, Montfours, Chailland, Ernée (halle à marchandises seulement), La Tannière et Saint-Mars-sur-la-Futaie.
Sur la ligne de Laval à Saint-Jean-sur-Erve, les gares suivantes existent toujours : Argentré, Soulgé-sur-Ouette (anciennement Soulgé-le-Bruant) et Vaiges.